# NINE.i
NINE.i (кор. 나인아이) — південнокорейський юнацький гурт компанії First One Entertainment, що складається з десяти учасників: Джевона, Ідина, Вінні, Мінджуна, Вана, Вері, Совона, Техуна, Джухьона та Джіхо. Гурт дебютував 30 березня 2022 року з мініальбомом New World.

## Назва та фандом
Назва гурту — NINE.i — англійською розшифровується як everyday new «i», що українською можна перекласти як «щодня новий / нова «я». Назва фандому i.ENIN (кор. 아이닌, чит. як «айнін»).

## Кар'єра

### Переддебютний період
У 2018—2019 роках Джевон стажувався в компанії Around US Entertainment. Так він брав участь у Produce X 101, вибувши у 8-му епізоді з 54-м місцем. Мінджун брав участь в телешоу Extreme Debut Wild Idol, з якого вибув у третьому епізоді.
У період з 26 червня 2017 року по 1 березня 2019 року Ван був учасником гурту HNB, що належав Dreamcatcher Company (на той час — Happy Face Entertainment). У цей період він брав участь у реаліті-шоу Under Nineteen, що було організоване його компанією, вибувши у дванадцятому епізоді з 26 місцем. 1 червня 2019 р. — 1 січня 2020 р.: він був учасником гурту UTH компанії A+ Entertainment, а у період 1 січня 2020 р. — 1 липня 2020 р. стажувався у Deep Studio Entertainment.
Совон знявся у шоу телеканалу KBS2 Dancing High. Джіхо стажувався у JYP Entertainment. Вінні приїхав до Кореї у 2017 році.
Майбутні часники приєдналися до компанії в такому порядку: Джіхо (вересень 2019 року), Совон (грудень 2019 року), Вінні, Джевон (початок 2020 року), Мінджун, Джухьон, Техун, Вері, Ван (літо 2020), Ідин (15 серпня 2020 року).

### 2022: дебют із мініальбомомNew World, випуск[I (Part.1)]
9 січня 2022 року було відкрито акаунти гурту в Twitter і Instagram, презентовано офіційний логотип і фотографію профілю групи. Наступного дня було оприлюднено особисті фотографії учасників та номери даних. 12 січня почались публікації кавер-відео та відеоблогів в Twitter і YouTube. 19 лютого були оприлюднені особисті фотографії учасників і позиції в групі. 8 березня було оголошено, що гурт дебютуватиме 30 березня. 9 березня на YouTube вийшов фільм-пролог «The Birth of New Algorithm», а 13 березня було анонсовано мініальбом New World.
30 березня відбувся дебют гурту з мініальбомом New World та його заголовною піснею «Parallel Universe», музичне відео на яку було розміщено на YouTube. Цього ж дня вони провели дебютний шоукейс.
8 листопада 2022 року гурт випустив другий мініальбом [I (Part.1)] із заголовною піснею «Young boy» та музичним відео до нього.

### 2023:Boys Planet
29 грудня 2022 року стало відомо, що Вінні, Совон та Джіхо стали учасниками шоу на виживання телеканалу Mnet Boys Planet. У результаті цього шоу 9 найкращих учасників мали сформувати новий гурт. Вінні, Совон та Джіхо не потрапили до фінального складу, вибувши на ранніх етапах шоу. У період зйомок NINE.i діяли у складі семи осіб.
З 3 лютого по 26 березня в закладі «FC LIVE TOKYO» в Японії проходив «2023 NINE.i LIVE EVENT in JAPAN DREAMS COME TRUE». 23 квітня гурт провів «2023 NINE.i FAN-CON in TOKYO STAND UP!» в Токіо, Японія.
16 липня стало відомо про запланований на 3 серпня випуск чергового мініальбому. Наступного дня стало відомо, що Ван отримав серйозну травму коліна, що на тривалий час обмежить його можливості на сцені.

## Учасники
| Сценічний псевдонім | Сценічний псевдонім | Сценічний псевдонім | Справжнє ім'я | Справжнє ім'я       | Справжнє ім'я      | Позиція в гурті           | Дата народження              | Місце народження |
| Хангилем            | Латиницею           | Українською         | Ханґилем      | Латиницею           | Українською        | Позиція в гурті           | Дата народження              | Місце народження |
| ------------------- | ------------------- | ------------------- | ------------- | ------------------- | ------------------ | ------------------------- | ---------------------------- | ---------------- |
| 이든                | Eden                | Ідин                | 양재원        | Yang Jaewon         | Ян Джевон          | Вокаліст                  | 27 березня 1998 (27 років)   | Південна Корея   |
| 제원                | Jewon               | Джевон              | 우제원        | Woo Jewon           | У Джевон           | Лідер, вокаліст           | 18 листопада 1998 (26 років) | Південна Корея   |
| 위니                | Winnie              | Вінні               | -             | Pattipong Kasemsant | Паттіпон Касемсант | Репер                     | 18 листопада 1998 (26 років) | Таїланд          |
| 민준                | Minjun              | Мінджун             | 김민준        | Kim Minjun          | Кім Мінджун        | Вокаліст                  | 26 серпня 1999 (25 років)    | Південна Корея   |
| 반                  | Vahn                | Ван                 | 김정우        | Kim Jungwoo         | Кім Чону           | Продюсер, вокаліст, репер | 7 травня 1999 (26 років)     | Південна Корея   |
| 베리                | Vari                | Вері                | 김재현        | Kim Jaehyun         | Кім Джехьон        | Вокаліст                  | 3 вересня 2000 (24 роки)     | Південна Корея   |
| 서원                | Seowon              | Совон               | 서원          | Seo Won             | Со Вон             | Танцюрист                 | 18 грудня 2000 (24 роки)     | Південна Корея   |
| 태훈                | Taehun              | Техун               | 이태훈        | Lee Taehun          | Лі Техун           | Центр                     | 21 березня 2002 (23 роки)    | Південна Корея   |
| 주형                | Joohyoung           | Джухьон             | 김주형        | Kim Joohyoung       | Кім Джухьон        | Вокаліст                  | 15 березня 2003 (22 роки)    | Південна Корея   |
| 지호                | Jiho                | Джіхо               | 장지호        | Jang Jiho           | Чан Джіхо          | Репер, макне              | 10 серпня 2004 (20 років)    | Південна Корея   |

## Дискографія

### Мініальбоми
- New World (2022)
- [I (Part.1)] (2022)
- New Mind (2023)